# Huwwarin
Huwwarin (en arabe حوارين, également écrit Hawarin, Huwarin ou Hawarine) est un village de Syrie centrale, dans le Gouvernorat de Homs, au sud de la ville d'Homs. Situé dans le désert syrien, le village est adjacent au sud de la ville de Mahin, à l'est de Sadad et à l'est de al-Qaryatayn.